# Simon Thern
Simon Thern nascido em 18 de setembro de 1992 é um futebolista sueco que joga como meio-campo.
Defende atualmente as cores do SC Heerenveen.. Está na seleção sueca desde 2013. IFK Norrköping